# Alexeï Fatianov
Alexeï Ivanovitch Fatianov (Алексе́й Ива́нович Фатья́нов), né le 5 mars 1919 à Maloïe Petrino dans le gouvernement de Vladimir (RSFSR) et mort le 13 novembre 1959 à Moscou, est un poète russe soviétique, combattant de la Grande Guerre patriotique et auteur de nombreuses chansons très populaires dans les années 1940-1970, écrites sur des musiques de Soloviov-Sédoï, Mokroussov, Blanter, etc.

## Biographie

### Formation
Fatianov naît dans un village qui fait aujourd'hui partie de la ville de Viazniki dans l'oblast de Vladimir. Son père, Ivan Nikolaïevitch, est le fils du propriétaire d'un atelier de peinture d'icôness. Sa mère, Evdokia Vassilievna Menchova, est la fille d'un cadre de la filature de lin Demidov de Viazniki. Les deux grands-pères de Fatianov sont vieux-croyants et jouissent d'une bonne fortune. Mais bientôt les temps changent, l'atelier d'icône est moins rentable; le grand-père maternel, Vassili Menchov, fait venir sa fille et sa famille. Grâce à l'argent donné par lui, les Fatianov s'installent dans une maison de pierre à un étage, en face de la collégiale Notre-Dame-de-Kazan en plein cœur de Viazniki. Ils font commerce de bière, de souliers et possèdent un cinéma privé et une vaste bibliothèque. Après la Révolution d'Octobre, la maison des Fatianov est confisquée; on installe dans leur maison une station de téléphone (aujourd'hui, elle accueille le musée Alexeï-Fatianov). Les Fatianov partent habiter chez les beaux-parents à Maloïe Petrino dans les faubourgs de Viazniki; c'est là que naît Alexeï, le quatrième et dernier enfant d'Ivan et Evdokia Fatianov, après Nikolaï (1898), Natalia (1900) et Zinaïda (1903). L'aîné Nikolaï est avant la révolution chef de scouts; il compose des vers, mais meurt de maladie en 1922. Alexeï est baptisé à la collégiale de Viazniki. Il apprend tôt à lire et profite de la vaste bibliothèque parentale, il aime la pêche et il élève des pigeons. Pendant la période de la NEP, les Fatianov retrouvent l'usage de leur maison en face de la collégiale et vendent des souliers qu'ils fabriquent dans leur atelier. C'est à cette époque qu'il se passionne pour la lecture et la musique. Plus tard, il compose des poèmes dans le genre de Blok ou d'Essénine qu'il n'a cessé d'aimer. Finalement tous les biens des Fatianov sont confisqués par le pouvoir stalinien en 1929. la NEP est terminée.
La famille déménage à Lossinoostrovsk (qui fait partie depuis 1960 de Moscou). Alexeï Fatianov y poursuit ses études et l'adolescent prend le soir des cours de théâtre, et visite les musées et les théâtres de Moscou pendant ses jours de congés. En 1935, il entre à l'atelier théâtral d'Alexeï Diky auprès du Soviet des Syndicats et après la fermeture de l'atelier en 1937 il étudie à l'école d'acteurs du théâtre central de l'Armée rouge avec Alexeï Popov. Il participe aux spectacles, ainsi qu'aux tournées qui ont lieu dans l'Extrême-Orient russe. En 1940, il est appelé au service militaire et participe aux spectacles du régiment. Il commence à faire publier ses poèmes et ses chansons dans le journal régional d'Oriol.

### Grande Guerre patriotique
Lorsque l'opération Barbarossa est déclenchée avec l'invasion de l'URSS par les Allemands, Fatianov est en tournée avec l'ensemble de théâtre militaire à la garnison aérienne de Sechtcha près de Briansk. Il écrit pour être versé dans l'armée active au front; mais il essuie un refus et continue à écrire pour le théâtre et à se produire sur des scènes militaires.
En février 1942, sa troupe est envoyée à Tchkalov (aujourd'hui Orenbourg) qui se trouve à l'arrière et devient l'ensemble de chant et de danse de l'Armée rouge du district militaire de l'Oural du Sud. Cet ensemble donne des spectacles dans des hôpitaux militaires de la région, ainsi qu'en Bachkirie, au Kazakhstan et dans les oblasts de Kouïbychev ou d'Aktioubé. Il se produit aussi devant des trains militaires en partance pour le front. C'est à cette époque qu'il fait la connaissance du compositeur Vassili Soloviov-Sedoï qui va jouer un grand rôle dans sa vie artistique. Ils créent ensemble Talianka, vite populaire chez les soldats.
Avec l'aide de Soloviov-Sedoï en juin 1944, Alexei Fatianov est détaché auprès de l'ensemble de chant du drapeau rouge de l'URSS en tant que chef du département littéraire et dramatique. Pendant la tournée dans Kharkov libérée, il y a eu un conflit entre lui et le chef de l'ensemble. Fatianov est envoyé le 30 août 1944 sur ordre d'Alexandre Alexandrov dans l'armée combattante et se retrouve au 15e régiment d'artillerie automoteur, en regroupement dans la région de Moscou.
En septembre 1944, son unité entre dans la composition de la VIe armée de la cavalerie blindée de la Garde. Fatianov est correspondant de guerre pour le journal Pour vaincre l'ennemi («На разгром врага»). En décembre 1944, il est blessé lors de la prise de la ville de Székesfehérvár (Hongrie). Il reçoit la médaille du Courage et dix jours de permission.
Le 18 avril 1945, à la demande de Soloviov-Sedoï, le soldat de l'Armée rouge Fatianov est transféré sur ordre de la Direction politique principale de la marine de l'URSS à l'ensemble de chant et de danse du drapeau rouge de la flotte de la Baltique à Tallinn en RSS d'Estonie. Ensuite, il accompagne l'infanterie du 2e front de la Baltique jusqu'en province de Prusse-Orientale. Il compose devant Königsberg Nous ne sommes pas rentrés depuis longtemps. Il n'y a pas un jour de 1945 où l'on ne joue pas les chansons de Fatianov à la radio soviétique, plusieurs fois dans la journée. Le 30 avril 1945, Fatianov reçoit le grade de sergent et l'ordre de l'Étoile rouge et en septembre 1945 il devient sergent major. Il est démobilisé en février 1946.

### Après la guerre
De février à juin 1946, Fatianov n'écrit pas moins une dizaine de chansons, se produit en spectacles, à la radio. Sa chanson Où donc êtes-vous maintenant, frères d'armes? sortie sur les ondes à l'automne 1946 connaît un grand succès. Il se marie le 16 juin 1946 avec Galina Nikolaïevna Kalachnikova. Il est accepté en 1947 au sein de l'Union des écrivains soviétiques, comme poète-parolier, mais ses relations avec les membres sont difficiles. Il supporte des critiques comme « poète de mélancolie de cabaret », « musique bon marché sur des paroles creuses », etc. Beaucoup de compositeurs sur ses paroles reçoivent un Prix Staline, mais pas lui. Après 1946, dix-huit films grand public comportent des chansons de Fatianov.
Il compose une de ses chansons les plus connues Les Rossignols, ainsi que Ou est-tu mon jardin?, Un orchestre à vent joue dans un jardin public, Où donc êtes-vous maintenant, frères d'armes?; ses chansons paraissent dans des films comme Le Soldat Ivan Brodkine, Ivan Brodkine dans les terres vierges, La Maison où je vis, Disparu sans nouvelles, La Rue de la Jeunesse, etc.
Fatianov, en plus de composer des vers, jouait de l'accordéon et du piano et avait une belle voix.
Il meurt subitement d'une rupture d'anévrisme le 13 novembre 1959 n'ayant pas atteint l'âge de 41 ans. Il est enterré au cimetière Vagankovo (20e division).

## Famille
De son épouse Galina Nikolaïevna Kalachnikova (1925-2002), il a une fille, Aliona (1948-2004), et un fils, Nikita (1950) et deux petites-filles Anna Nikolaïevna Kitina (1969) et Daria Petrovna Ambros (1985).

## Distinctions
- Ordre du Mérite pour la Patrie de IVe classe post mortem (1995)[7];
- Ordre de l'Étoile rouge (12 novembre 1944);
- Médaille du Courage (17 mars 1945)[8];
- Médaille pour la victoire sur l'Allemagne dans la Grande Guerre patriotique de 1941-1945
- Médaille pour le développement des terres vierges

## Publications
- Стихи и песни / А. И. Фатьянов. — М.: Советский писатель, 1962. — 262 с.
- Это все Россия: стихи и песни: его друзья о нём / А. И. Фатьянов. — Ярославль, 1969. — 270 с.
- Избранная лирика / А. И. Фатьянов. — М.: Молодая гвардия, 1972. — 32 с.
- Сердце друга: стихи / А. И. Фатьянов. — М.: Современник, 1973. — 223 с.
- Родина: стихи и песни / А. И. Фатьянов. — Ярославль, 1976. — 159 с.
- Избранное / А. И. Фатьянов. –— М. : Художественная литература, 1983. — 334 с.
- Стихи и песни. — Владимир, 2003. — 368 с.
- Я вернулся к друзьям: В 2х томах. — Т. 1. — М.: Композитор, 2010. — 320с. —  (ISBN 5-85285-349-6).
- Я вернулся к друзьям: В 2х томах. — Т. 2. — М.: Композитор, 2010. — 248с. —  (ISBN 5-85285-349-6).
- Когда весна придет, не знаю: стихи и проза /